# Jean-Claude Brisville
Jean-Claude Brisville (Bois-Colombes, 29 de mayo de 1922-Chatou, 11 de agosto de 2014) fue un editor, escritor, dramaturgo y guionista cinematográfico francés. 
Brisville comenzó su carrera como periodista literario. Después trabajó en distintas editoriales (Hachette, Julliard) y fue el director de Livre de Poche entre 1976 y 1981. Ha escrito novelas para jóvenes y obras de teatro. En esta última faceta ha alcanzado éxito internacional. Por su trayectoria como dramaturgo mereció en 1990 el gran premio del teatro de la Academia Francesa. 

## Obras teatrales
- 1985: Encuentro de Descartes con Pascal joven[1] (título original: L'entretien entre M. Descartes avec M. Pascal le jeune). Recrea un hecho histórico real: la conversación que mantuvieron los dos filósofos el 24 de septiembre de 1647 en el convento de los Mínimos de París, en la única ocasión en la que estas dos personalidades coincidieron en su vida. Se estrenó en el Teatro de Europa de París en 1985, con dirección de Jean-Pierre Miquel y Henri Virlogeux como Descartes y Daniel Mesguich como Pascal.

- 1989: La cena (título original: Le souper). La acción se ambienta en París, la noche del 6 de julio de 1815. Talleyrand recibe en su casa a Fouché y mantienen una tensa conversación sobre la situación política (Napoleón ha perdido definitivamente el poder tras haber sido derrotado semanas antes en la batalla de Waterloo y la capital está tomada por las tropas coaligadas. La otra se estrenó el 20 de septiembre de 1989 en el Teatro Montparnasse, dirigida por Jean-Pierre Miquel y con Claude Rich y Claude Brasseur en los papeles protagonistas de Talleyrand y Fouché, respectivamente.

## Adaptaciones cinematográficas
La cena fue adaptada al cine en 1992 por Édouard Molinaro, con guion de Brisville.